# Peder Anker

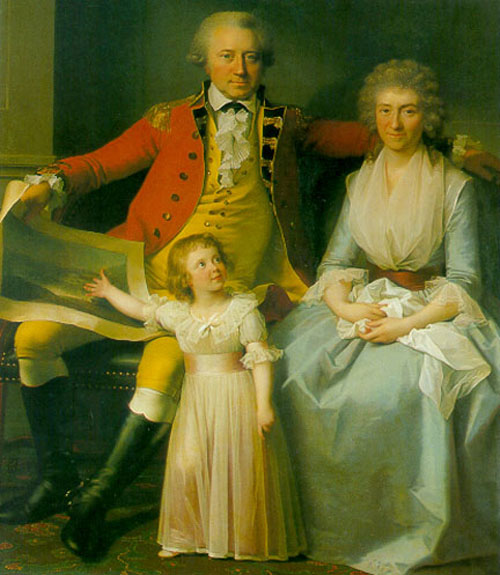
Peder Anker mit Familie

Peder Anker (* 8. Dezember 1749 in Christiania; † 10. Dezember 1824 auf Gut Bogstad) war ein norwegischer Gutsbesitzer und Staatsmann.
Anker studierte zunächst zwei Jahre an der Universität Kopenhagen. Danach unternahm er mit seinen Vettern Carsten und Peter Anker eine mehrjährige Auslandsreise. Nach seiner Rückkehr erwarb er im Jahre 1772 das Gut Bogstad mit den dazugehörigen Wäldern von einem Verwandten, Morten Leuch. Er erweiterte die Wäldereien in den nächsten Jahren beträchtlich nördlich und westlich des Randsfjords. 1791 erwarb er das Bergwerk Bærum und dessen Wälder, in seinen letzten Lebensjahren zudem auch die Eisenerzgruben Moss und Hakadal.
1788 wurde Anker dänischer Generalkriegskommissarius und Mitglied des Feldkommissariats während eines Feldzugs in Schweden. Am 30. Januar 1789 wurde er Generalwegeintendant für den Stift Akershus. In dieser Stellung schuf er zusammen mit den Generalwegemeistern Nicolai Fredrik Krohg und Georg Anton Krogh einen Großteil des Wegenetzes in Norwegen.
1800 trat Anker von diesem Amt zurück, konnte sich jedoch von der Wegearbeit nicht losreißen. So plante er mit königlicher Erlaubnis weiter Hauptwege in Norwegen. 1809 wurde er zum Ritter geschlagen, 1812 erhielt er das Großkreuz des Dannebrog-Ordens. In den Kriegsjahren nach 1807 stand er Prinz Christian August nahe und wurde durch seinen Schwiegersohn Graf Herman Wedel Jarlsberg in Verbindung mit den Schweden gebracht. Im August 1814 ließ er sich von Prinz Christian Frederik zum Treffen im Eidsvoll am 16. Februar überreden.
Bei den Wahlen zur Reichsversammlung in Eidsvoll war Anker Repräsentant für das Amt Akershus, später wurde er der erste Präsident der Versammlung. Nach Entstehen der Union 1815 wurde er erster Staatsminister in Stockholm und Chef der Staatsratsabteilung ebenda. Nach dem Ausscheiden seines Schwiegersohns aus der Regierung ersuchte auch er den Abschied; diesen erhielt er am 1. Juli 1822. Seine letzten Lebensjahre verbrachte er auf seinem Gut Bogstad.
Peder Anker war seit 1772 mit Anna Elisabeth Cold († 1803) verheiratet. Mit ihr hatte er vier Kinder, von denen jedoch nur Karen die Eltern überlebte. Er war Freimaurer und seit 1821 Ritter des Ordens Karls XIII.